# Angela Andreoli
Angela Andreoli (Brescia, 6 de junio de 2006) es una deportista italiana que compite en gimnasia artística.
Participó en los Juegos Olímpicos de París 2024, obteniendo una medalla de plata en la prueba por equipos (junto con Alice D'Amato, Manila Esposito, Elisa Iorio y Giorgia Villa).
Ganó cinco medallas en el Campeonato Europeo de Gimnasia Artística entre los años 2022 y 2024.

## Palmarés internacional
| Juegos Olímpicos   | Juegos Olímpicos  | Juegos Olímpicos  | Juegos Olímpicos     |
| Año                | Lugar             | Medalla           | Prueba               |
| ------------------ | ----------------- | ----------------- | -------------------- |
| 2024               | París (Francia)   | Medalla de plata  | Concurso por equipos |
| Campeonato Europeo |                   |                   |                      |
| Año                | Lugar             | Medalla           | Prueba               |
| 2022               | Múnich (Alemania) | Medalla de oro    | Concurso por equipos |
| 2022               | Múnich (Alemania) | Medalla de bronce | Suelo                |
| 2023               | Antalya (Turquía) | Medalla de plata  | Concurso por equipos |
| 2024               | Rímini (Italia)   | Medalla de oro    | Concurso por equipos |
| 2024               | Rímini (Italia)   | Medalla de bronce | Suelo                |